# Seo Sang-cheol
Seo Sang-cheol (kor. 서상철, ur. 8 maja 1941) – południowokoreański judoka. Olimpijczyk z Tokio 1964, gdzie zajął dziewiętnaste miejsce w wadze lekkiej.
Medalista turniejów międzynarodowych.

## Letnie Igrzyska Olimpijskie 1964
| Konkurencja | Pierwsza runda       | Pierwsza runda         | Klas. końcowa |
| Konkurencja | Przeciwnik I         | Przeciwnik II          | Miejsce       |
| ----------- | -------------------- | ---------------------- | ------------- |
| 68 kg       | Brian Dalton (AUS) P | Oleg Stiepanow (URS) P | 19.           |